# A' katīgoria 2021-2022 (pallavolo femminile)
L'A' katīgoria 2021-2022, 44ª edizione della massima serie del campionato cipriota di pallavolo femminile si è svolta dal 19 ottobre 2021 al 12 aprile 2022: al torneo hanno partecipato otto squadre di club cipriote e la vittoria finale è andata per la sesta volta all'Apollōn Limassol.

## Regolamento

### Formula
Le squadre hanno disputato un girone all'italiana, con gare di andata e ritorno, per un totale di quattordici giornate; al termine della regular season:
- Le prime quattro classificate hanno disputato la pool scudetto, strutturata con un girone all'italiana, con gare di andata e ritorno, per un totale di ulteriori sei giornate, mantenendo tutti i punti conseguiti nella regular season: la squadra prima classificata ha ottenuto il titolo di Campione di Cipro;
- Le squadre classificate dal quinto all'ottavo posto hanno disputato la pool retrocessione, strutturata con un girone all'italiana, con gare di andata e ritorno, per un totale di ulteriori sei giornate, mantenendo tutti i punti conseguiti nella regular season: la squadra ultima classificata è retrocessa in B' katīgoria[2].

### Criteri di classifica
Se il risultato finale è stato di 3-0 o 3-1 sono stati assegnati 3 punti alla squadra vincente e 0 a quella sconfitta, se il risultato finale è stato di 3-2 sono stati assegnati 2 punti alla squadra vincente e 1 a quella sconfitta.
L'ordine del posizionamento in classifica è stato definito in base a:
- Punti;
- Numero di partite vinte;
- Differenza dei set vinti e persi;
- Ratio dei set vinti/persi;
- Differenza dei punti realizzari e subiti;
- Ratio dei punti realizzati/subiti;
- Risultato degli scontri diretti[2].

## Squadre partecipanti
| Club               | Stagione | Città    | Impianto                         | Stagione precedente                                                          |
| ------------------ | -------- | -------- | -------------------------------- | ---------------------------------------------------------------------------- |
| AEK Larnaca        | dettagli | Larnaca  | Kition Athlītiko Kentro          | 5ª in A' katīgoria                                                           |
| AEL Limassol       | dettagli | Limassol | Kleisto Stadio Nikos Solōmonidīs | 2ª in A' katīgoria                                                           |
| Anorthōsīs         | dettagli | Nicosia  | Anorthōsīs Sports Centre         | 4ª in A' katīgoria                                                           |
| Apollōn Limassol   | dettagli | Limassol | Apollon Hall                     | 3ª in A' katīgoria                                                           |
| Dikefalos Geriou   | dettagli | Nicosia  | Iona kai Kolokasi                | 2ª in B' katīgoria (girone A); vincitrice spareggio promozione-retrocessione |
| Lemesos            | dettagli | Limassol | Polemidiōn Lykeio                | 6ª in A' katīgoria                                                           |
| Nea Salamis        | dettagli | Limassol | Gymnasio Agiou Neofytou          | 1ª in B' katīgoria (girone B)                                                |
| Olympiada Neapolīs | dettagli | Nicosia  | Neapolis Epistrofi               | 1ª in A' katīgoria                                                           |

## Torneo

### Regular season

#### Risultati
| Prima giornata |                                   |     |                                   |
|                |                                   |     |                                   |
| 19-10          | Apollon Limassol - Anorthōsīs     | 3-0 | 25-11, 25-21, 25-10               |
| 30-10          | Nea Salamis - AEK Larnaca         | 3-2 | 16-25, 25-22, 25-20, 18-25, 16-14 |
| 19-10          | Lemesos - Dikefalos Geriou        | 2-3 | 19-25, 25-20, 25-19, 21-25, 15-17 |
| 19-10          | Olympiada Neapolīs - AEL Limassol | 3-0 | 25-19, 25-18, 25-15               |

| Seconda giornata |                                |     |                                  |
|                  |                                |     |                                  |
| 26-10            | Anorthōsīs - AEL Limassol      | 3-2 | 19-25, 25-15, 25-19, 19-25, 15-5 |
| 26-10            | Lemesos - Olympiada Neapolīs   | 0-3 | 9-25, 21-25, 12-25               |
| 26-10            | AEK Larnaca - Dikefalos Geriou | 3-1 | 25-21, 28-26, 22-25, 25-21       |
| 26-10            | Apollon Limassol - Nea Salamis | 3-1 | 17-25, 25-16, 25-11, 25-18       |

| Terza giornata |                                     |     |                     |
|                |                                     |     |                     |
| 02-11          | Nea Salamis - Anorthōsīs            | 0-3 | 18-25, 17-25, 17-25 |
| 02-11          | Apollon Limassol - Dikefalos Geriou | 3-0 | 25-11, 25-14, 25-16 |
| 02-11          | Olympiada Neapolīs - AEK Larnaca    | 3-0 | 25-15, 25-8, 25-19  |
| 26-11          | AEL Limassol - Lemesos              | 3-0 | 25-14, 25-20, 25-17 |

| Quarta giornata |                                       |     |                                   |
|                 |                                       |     |                                   |
| 09-11           | Anorthōsīs - Lemesos                  | 3-0 | 25-13, 25-14, 25-16               |
| 09-11           | AEK Larnaca - AEL Limassol            | 0-3 | 14-25, 14-25, 15-25               |
| 09-11           | Apollon Limassol - Olympiada Neapolīs | 2-3 | 19-25, 25-22, 23-25, 25-14, 12-15 |
| 09-11           | Nea Salamis - Dikefalos Geriou        | 3-2 | 23-25, 25-17, 13-25, 25-19, 15-13 |

| Quinta giornata |                                  |     |                           |
|                 |                                  |     |                           |
| 16-11           | Anorthōsīs - Dikefalos Geriou    | 3-0 | 25-10, 25-19, 25-15       |
| 20-11           | Olympiada Neapolīs - Nea Salamis | 3-1 | 25-9, 25-27, 25-13, 25-11 |
| 04-12           | AEL Limassol - Apollon Limassol  | 3-0 | 25-19, 25-21, 27-25       |
| 16-11           | Lemesos - AEK Larnaca            | 0-3 | 16-25, 24-26, 16-25       |

| Sesta giornata |                                       |     |                                   |
|                |                                       |     |                                   |
| 23-11          | Anorthōsīs - AEK Larnaca              | 3-0 | 25-22, 25-16, 25-14               |
| 23-11          | Apollon Limassol - Lemesos            | 3-0 | 25-10, 25-9, 25-14                |
| 23-11          | Nea Salamis - AEL Limassol            | 2-3 | 14-25, 28-26, 20-25, 25-21, 11-15 |
| 23-11          | Olympiada Neapolīs - Dikefalos Geriou | 3-0 | 25-9, 25-21, 25-13                |

| Settima giornata |                                 |     |                            |
|                  |                                 |     |                            |
| 30-11            | Olympiada Neapolīs - Anorthōsīs | 3-0 | 26-24, 25-9, 25-11         |
| 30-11            | AEL Limassol - Dikefalos Geriou | 3-0 | 25-15, 27-25, 25-12        |
| 30-11            | Lemesos - Nea Salamis           | 1-3 | 13-25, 16-25, 25-20, 14-25 |
| 30-11            | AEK Larnaca - Apollon Limassol  | 0-3 | 20-25, 18-25, 15-25        |

| Ottava giornata |                                   |     |                                  |
|                 |                                   |     |                                  |
| 07-12           | Anorthōsīs - Apollon Limassol     | 0-3 | 18-25, 24-26, 20-25              |
| 07-12           | AEK Larnaca - Nea Salamis         | 3-2 | 16-25, 25-14, 21-25, 25-18, 15-7 |
| 07-12           | Dikefalos Geriou - Lemesos        | 3-1 | 25-18, 25-16, 15-25, 25-23       |
| 07-12           | AEL Limassol - Olympiada Neapolīs | 0-3 | 15-25, 20-25, 21-25              |

| Nona giornata |                                |     |                                   |
|               |                                |     |                                   |
| 14-12         | AEL Limassol - Anorthōsīs      | 3-2 | 25-14, 25-17, 18-25, 13-25, 16-14 |
| 14-12         | Olympiada Neapolīs - Lemesos   | 3-0 | 25-19, 25-11, 25-21               |
| 14-12         | Dikefalos Geriou - AEK Larnaca | 3-1 | 25-16, 22-25, 25-17, 25-19        |
| 14-12         | Nea Salamis - Apollon Limassol | 0-3 | 21-25, 17-25, 23-25               |

| Decima giornata |                                     |     |                            |
|                 |                                     |     |                            |
| 21-12           | Anorthōsīs - Nea Salamis            | 3-0 | 25-22, 25-21, 25-18        |
| 20-12           | Dikefalos Geriou - Apollon Limassol | 0-3 | 20-25, 19-25, 22-25        |
| 21-12           | AEK Larnaca - Olympiada Neapolīs    | 0-3 | 14-25, 14-25, 14-25        |
| 21-12           | Lemesos - AEL Limassol              | 1-3 | 16-25, 23-25, 25-21, 21-25 |

| Undicesima giornata |                                       |     |                                   |
|                     |                                       |     |                                   |
| 19-02               | Lemesos - Anorthōsīs                  | 3-2 | 23-25, 17-25, 25-17, 25-22, 16-14 |
| 18-01               | AEL Limassol - AEK Larnaca            | 3-1 | 24-26, 25-17, 25-16, 25-14        |
| 18-01               | Olympiada Neapolīs - Apollon Limassol | 2-3 | 19-25, 29-27, 25-17, 23-25, 8-15  |
| 18-01               | Dikefalos Geriou - Nea Salamis        | 2-3 | 25-18, 25-27, 25-18, 22-25, 11-15 |

| Dodicesima giornata |                                  |     |                            |
|                     |                                  |     |                            |
| 25-01               | Dikefalos Geriou - Anorthōsīs    | 0-3 | 19-25, 12-25, 20-25        |
| 25-01               | Nea Salamis - Olympiada Neapolīs | 0-3 | 6-25, 15-25, 5-25          |
| 25-01               | Apollon Limassol - AEL Limassol  | 3-0 | 25-20, 25-19, 25-22        |
| 15-02               | AEK Larnaca - Lemesos            | 1-3 | 12-25, 25-16, 14-25, 19-25 |

| Tredicesima giornata |                                       |     |                            |
|                      |                                       |     |                            |
| 26-02                | AEK Larnaca - Anorthōsīs              | 1-3 | 15-25, 13-25, 25-21, 21-25 |
| 01-02                | Lemesos - Apollon Limassol            | 0-3 | 17-25, 21-25, 14-25        |
| 01-02                | AEL Limassol - Nea Salamis            | 3-0 | 25-23, 25-19, 25-9         |
| 01-02                | Dikefalos Geriou - Olympiada Neapolīs | 0-3 | 12-25, 13-25, 14-25        |

| Quattordicesima giornata |                                 |     |                                   |
|                          |                                 |     |                                   |
| 22-02                    | Anorthōsīs - Olympiada Neapolīs | 2-3 | 16-25, 25-23, 19-25, 25-21, 16-18 |
| 22-02                    | Dikefalos Geriou - AEL Limassol | 0-3 | 21-25, 19-25, 18-25               |
| 26-02                    | Nea Salamis - Lemesos           | 3-0 | 25-21, 25-20, 25-18               |
| 22-02                    | Apollon Limassol - AEK Larnaca  | 3-0 | 25-8, 25-15, 25-21                |

#### Classifica
| Pos. | Squadra            | Pt | G  | V  | P  | SV | SP | Ratio | PF    | PS    | Ratio |
| ---- | ------------------ | -- | -- | -- | -- | -- | -- | ----- | ----- | ----- | ----- |
| 1.   | Olympiada Neapolīs | 38 | 14 | 13 | 1  | 41 | 8  | 5,125 | 1 168 | 811   | 1,440 |
| 2.   | Apollōn Limassol   | 36 | 14 | 12 | 2  | 38 | 9  | 4,222 | 1 121 | 862   | 1,300 |
| 3.   | AEL Limassol       | 29 | 14 | 10 | 4  | 32 | 18 | 1,778 | 1 116 | 999   | 1,117 |
| 4.   | Anorthōsīs         | 26 | 14 | 8  | 6  | 30 | 21 | 1,429 | 1 096 | 1 008 | 1,087 |
| 5.   | Nea Salamis        | 14 | 14 | 5  | 9  | 21 | 34 | 0,618 | 1 042 | 1 221 | 0,853 |
| 6.   | Dikefalos Geriou   | 10 | 14 | 3  | 11 | 14 | 37 | 0,378 | 982   | 1 170 | 0,839 |
| 7.   | AEK Larnaca        | 9  | 14 | 3  | 11 | 15 | 36 | 0,417 | 954   | 1 171 | 0,815 |
| 8.   | Lemesos            | 6  | 14 | 2  | 12 | 11 | 39 | 0,282 | 924   | 1 161 | 0,796 |

      Qualificata alla pool scudetto
      Qualificata alla pool retrocessione

### Pool scudetto

#### Risultati
| Prima giornata |                                 |     |                            |
|                |                                 |     |                            |
| 01-03          | Anorthōsīs - Olympiada Neapolīs | 0-3 | 15-25, 16-25, 23-25        |
| 01-03          | AEL Limassol - Apollon Limassol | 1-3 | 20-25, 25-23, 20-25, 15-25 |

| Seconda giornata |                                       |     |                                   |
|                  |                                       |     |                                   |
| 09-03            | Anorthōsīs - AEL Limassol             | 1-3 | 25-19, 22-25, 20-25, 23-25        |
| 09-03            | Olympiada Neapolīs - Apollon Limassol | 2-3 | 15-25, 25-19, 24-26, 25-20, 12-15 |

| Terza giornata |                                   |     |                     |
|                |                                   |     |                     |
| 15-03          | Apollon Limassol - Anorthōsīs     | 3-0 | 33-31, 25-21, 26-24 |
| 15-03          | AEL Limassol - Olympiada Neapolīs | 0-3 | 14-25, 17-25, 22-25 |

| Quarta giornata |                                       |     |                                   |
|                 |                                       |     |                                   |
| 22-03           | Apollon Limassol - Olympiada Neapolīs | 3-2 | 21-25, 22-25, 25-20, 25-16, 15-10 |
| 22-03           | AEL Limassol - Anorthōsīs             | 3-0 | 25-18, 25-17, 25-16               |

| Quinta giornata |                                   |     |                     |
|                 |                                   |     |                     |
| 08-04           | Olympiada Neapolīs - AEL Limassol | 3-0 | 25-14, 27-25, 25-17 |
| 29-03           | Anorthōsīs - Apollon Limassol     | 0-3 | 15-25, 20-25, 23-25 |

| Sesta giornata |                                 |     |                     |
|                |                                 |     |                     |
| 12-04          | Olympiada Neapolīs - Anorthōsīs | 3-0 | 25-14, 25-15, 25-16 |
| 05-04          | Apollon Limassol - AEL Limassol | 3-0 | 25-17, 25-16, 25-21 |

#### Classifica
| Pos. | Squadra            | Pt | G  | V  | P  | SV | SP | Ratio | PF    | PS    | Ratio |
| ---- | ------------------ | -- | -- | -- | -- | -- | -- | ----- | ----- | ----- | ----- |
| 1.   | Apollōn Limassol   | 52 | 20 | 18 | 2  | 56 | 14 | 4,000 | 1 666 | 1 327 | 1,255 |
| 2.   | Olympiada Neapolīs | 52 | 20 | 17 | 3  | 57 | 14 | 4,071 | 1 667 | 1 232 | 1,353 |
| 3.   | AEL Limassol       | 35 | 20 | 12 | 8  | 39 | 31 | 1,258 | 1 528 | 1 465 | 1,043 |
| 4.   | Anorthōsīs         | 26 | 20 | 8  | 12 | 31 | 39 | 0,795 | 1 470 | 1 486 | 0,989 |

      Campione di Cipro

### Pool retrocessione

#### Risultati
| Prima giornata |                                |     |                            |
|                |                                |     |                            |
| 01-03          | Lemesos - Nea Salamis          | 1-3 | 25-21, 20-25, 18-25, 13-25 |
| 01-03          | AEK Larnaca - Dikefalos Geriou | 3-1 | 20-25, 26-24, 25-21, 25-20 |

| Seconda giornata |                                |     |                            |
|                  |                                |     |                            |
| 12-03            | Lemesos - AEK Larnaca          | 3-0 | 25-21, 25-21, 25-22        |
| 08-03            | Nea Salamis - Dikefalos Geriou | 1-3 | 25-21, 24-26, 21-25, 22-25 |

| Terza giornata |                            |     |                                   |
|                |                            |     |                                   |
| 15-03          | Dikefalos Geriou - Lemesos | 3-2 | 25-21, 20-25, 13-25, 25-11, 17-15 |
| 15-03          | AEK Larnaca - Nea Salamis  | 1-3 | 22-25, 25-23, 22-25, 24-26        |

| Quarta giornata |                                |     |                            |
|                 |                                |     |                            |
| 29-03           | Dikefalos Geriou - Nea Salamis | 3-1 | 21-25, 25-21, 25-18, 25-21 |
| 29-03           | AEK Larnaca - Lemesos          | 1-3 | 25-20, 13-25, 20-25, 12-25 |

| Quinta giornata |                            |     |                                  |
|                 |                            |     |                                  |
| 02-04           | Nea Salamis - AEK Larnaca  | 3-1 | 21-25, 25-13, 25-21, 25-18       |
| 02-04           | Lemesos - Dikefalos Geriou | 2-3 | 18-25, 25-20, 25-15, 19-25, 9-15 |

| Sesta giornata |                                |     |                            |
|                |                                |     |                            |
| 05-04          | Nea Salamis - Lemesos          | 0-3 | 22-25, 17-25, 22-25        |
| 05-04          | Dikefalos Geriou - AEK Larnaca | 1-3 | 25-18, 14-25, 17-25, 22-25 |

#### Classifica
| Pos. | Squadra          | Pt | G  | V | P  | SV | SP | Ratio | PF    | PS    | Ratio |
| ---- | ---------------- | -- | -- | - | -- | -- | -- | ----- | ----- | ----- | ----- |
| 1.   | Nea Salamis      | 23 | 20 | 8 | 12 | 32 | 46 | 0,696 | 1 571 | 1 735 | 0,905 |
| 2.   | Dikefalos Geriou | 20 | 20 | 7 | 13 | 28 | 49 | 0,571 | 1 543 | 1 729 | 0,892 |
| 3.   | Lemesos          | 17 | 20 | 5 | 15 | 25 | 49 | 0,510 | 1 438 | 1 652 | 0,870 |
| 4.   | AEK Larnaca      | 15 | 20 | 5 | 15 | 24 | 50 | 0,480 | 1 447 | 1 704 | 0,849 |

      Retrocessa in B' katīgoria

## Classifica finale
| Pos | Squadra            | Qualificazione        |
| --- | ------------------ | --------------------- |
|     | Apollōn Limassol   | Challenge Cup 2022-23 |
| 2   | Olympiada Neapolīs |                       |
| 3   | AEL Limassol       |                       |
| 4   | Anorthōsīs         |                       |
| 5   | Nea Salamis        |                       |
| 6   | Dikefalos Geriou   |                       |
| 7   | Lemesos            |                       |
| 8   | AEK Larnaca        | B' katīgoria 2022-23  |